# Сунківська сільська рада
Су́нківська сільська́ ра́да — адміністративно-територіальна одиниця та орган місцевого самоврядування у Смілянському районі Черкаської області. Адміністративний центр — село Сунки.

## Загальні відомості
- Населення ради: 1 328 осіб (станом на 2001 рік)

## Населені пункти
Сільській раді підпорядковані населені пункти:
- с. Сунки

## Склад ради
Рада складається з 15 депутатів та голови.
- Голова ради:
- Секретар ради: Петровщенко Олена Василівна

### Керівний склад попередніх скликань
| Прізвище, ім'я, по батькові       | Основні відомості                                    | Дата обрання | Дата звільнення |
| --------------------------------- | ---------------------------------------------------- | ------------ | --------------- |
| Романенко Олександр Володимирович | Сільський голова, 1951 року народження, безпартійний | 26.03.2006   | 31.10.2010      |

Примітка: таблиця складена за даними сайту Верховної Ради України

### Депутати
За результатами місцевих виборів 2010 року депутатами ради стали:

#### За суб'єктами висування
| Суб'єкт висування | Кількість обраних депутатів | %   |
| ----------------- | --------------------------- | --- |
| Самовисування     | 15                          | 100 |

#### За округами
| № округу | Прізвище, ім'я, по батькові    | Дата визнання обраним | Освіта           | Партійна приналежність | Відомості про обраного депутата                 |
| -------- | ------------------------------ | --------------------- | ---------------- | ---------------------- | ----------------------------------------------- |
| 1        | Болюбах Любов Семенівна        | 04.11.2010            | середня          | позапартійна           | тимчасово не працює                             |
| 2        | Сюмаченко Микола Андрійович    | 04.11.2010            | вища             | позапартійний          | Сунківська сільська рада, землевпорядник        |
| 3        | Дем'яненко Людмила Іванівна    | 04.11.2010            | незакінчена вища | позапартійна           | с. Сункимагазин «Каштан», продавець             |
| 4        | Пономаренко Олександр Якович   | 04.11.2010            | середня          | позапартійний          | тимчасово не працює                             |
| 5        | Воронін Володимир Миколайович  | 04.11.2010            | середня          | позапартійний          | СФТОВ «Нутрімед», водій                         |
| 6        | Спесівцева Марина Іванівна     | 04.11.2010            | незакінчена вища | позапартійна           | с. Сунки дитячий садок, вихователь              |
| 7        | Герасименко Олексій Васильович | 04.11.2010            | середня          | позапартійний          | Сунківське лісництво, механік                   |
| 8        | Петровченко Олена Василівна    | 04.11.2010            | незакінчена вища | позапартійна           | Сунківська загальноосвітня школа, вчитель       |
| 9        | Луценко Василь Петрович        | 04.11.2010            | середня          | позапартійний          | приватний підприємець                           |
| 10       | Дем'яненко Лариса Семенівна    | 04.11.2010            | незакінчена вища | позапартійна           | Сунківська лікарська амбулаторія, медреєстратор |
| 11       | Новочув Ігор Анатолійович      | 04.11.2010            | вища             | позапартійний          | приватний підприємець                           |
| 12       | Дорошенко Анатолій Петрович    | 04.11.2010            | вища             | позапартійний          | Сунківська лікарська амбулаторія, опалювач      |
| 13       | Мандебура Лідія Володимирівна  | 04.11.2010            | середня          | позапартійна           | тимчасово не працює                             |
| 14       | Сюмаченко Алла Леонідівна      | 04.11.2010            | середня          | позапартійна           | Сунківська сільська рада, секретар              |
| 15       | Герман Володимир Васильович    | 04.11.2010            | незакінчена вища | позапартійний          | пенсіонер                                       |

## Природно-заповідний фонд
На землях сільради розташовано гідрологічний заказник місцевого значення Сунківський.